# Калгун (Луїзіана)
Калгун (англ. Calhoun) — переписна місцевість (CDP) в США, в окрузі Вачіта штату Луїзіана. Населення — 670 осіб (2020).

## Географія
Калгун розташований за координатами 32°30′55″ пн. ш. 92°21′14″ зх. д. / 32.51528° пн. ш. 92.35389° зх. д. (32.515310, -92.353925).  За даними Бюро перепису населення США в 2010 році переписна місцевість мала площу 6,12 км², уся площа — суходіл.

## Демографія
Згідно з переписом 2010 року, у переписній місцевості мешкало 679 осіб у 239 домогосподарствах у складі 188 родин. Густота населення становила 111 осіб/км².  Було 253 помешкання (41/км²).
Расовий склад населення:
| - 92,6 % — білих - 5,7 % — чорних або афроамериканців - 0,4 % — азіатів |

До двох чи більше рас належало 0,3 %. Частка іспаномовних становила 1,0 % від усіх жителів.
За віковим діапазоном населення розподілялося таким чином: 31,5 % — особи молодші 18 років, 60,3 % — особи у віці 18—64 років, 8,2 % — особи у віці 65 років та старші. Медіана віку мешканця становила 30,5 року. На 100 осіб жіночої статі у переписній місцевості припадало 84,5 чоловіків;  на 100 жінок у віці від 18 років та старших — 82,4 чоловіків також старших 18 років.
За межею бідності перебувало 18,2 % осіб, у тому числі 13,7 % дітей у віці до 18 років та 0,0 % осіб у віці 65 років та старших.
Цивільне працевлаштоване населення становило 293 особи. Основні галузі зайнятості: освіта, охорона здоров'я та соціальна допомога — 29,7 %, будівництво — 13,7 %, мистецтво, розваги та відпочинок — 13,0 %.